# 布拉哈島

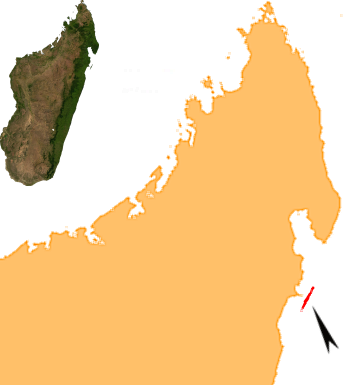

布拉哈島（Nosy Boraha）是馬達加斯加的島嶼，由阿那拉蘭基羅富區負責管轄，位於該國東岸，島嶼長60公里、闊10公里，面積222平方公里，是觀賞座頭鯨的熱門地點，2001年人口16,325。

## 友好城市
- 法國 雅雷地区圣普列斯特

## 外部連結
- Tourist map of Ste. Marie
- Humpback whale of Sainte Marie island （页面存档备份，存于）
- Sainte Marie island
- All maps of Sainte Marie island and accommodation on the island

16°50′S 49°55′E / 16.833°S 49.917°E